# Талдиарал
Талдиара́л (каз. Талдыарал) — село у складі Кизилорджинської міської адміністрації Кизилординської області Казахстану. Входить до складу Акжарминського сільського округу.
У радянські часи село називалось Лепрозорій.
Населення — 749 осіб (2021; 635 у 2009, 580 у 1999, 466 у 1989).